# Ogens
Ogens est une commune suisse du canton de Vaud, située dans le district du Gros-de-Vaud. Peuplée dès le Mésolithique, elle est citée dès 1166 et fait partie du district de Moudon entre 1798 et 2007. La commune est peuplée de 304 habitants en 2017. Son territoire, d'une surface de 339 hectares, se situe dans la région du Gros-de-Vaud, entre la vallée de la Broye et la Mentue.

## Histoire
Un site mésolithique est découvert en 1955 au pied d'une falaise sur la rive droite de l'Augine. Il y a quatre abris sous roche et on y a trouvé des outils en silex et des éléments de parure en os. Ils ont été datés à 6785 av. J.-C. On trouve aussi en 1964 deux sépultures du haut Moyen Âge. Ogens est connu dès 1166 sous son nom actuel. Le village fait partie de la seigneurie de Belmont-sur-Yverdon, puis du chapitre de Lausanne et du mandement d'Essertines-sur-Yverdon au Moyen Âge. Le village fait partie du bailliage d'Yverdon à l'époque bernoise, de 1536 à 1798, puis du district de Moudon dès la révolution vaudoise, de 1798 à 2007, et du district du Gros-de-Vaud depuis 2008. La maison de commune date de 1757 et la chapelle actuelle, dédiée à Saint-Étienne et construite en 1903, est restaurée en 1976.

### Héraldique
| Armes d'Ogens | Les armes de la commune d'Ogens se blasonnent ainsi : Parti de gueules et de sinople au bouc saillant d'argent brochant. Adoptées en 1921, elles reprennent les couleurs des armes de Moudon, dont Ogens faisait partie du district, et le bouc, emblème traditionnel du village. |

## Géographie
Jusqu'à sa dissolution, la commune faisait partie du district de Moudon. Depuis le 1er janvier 2008, elle fait partie du nouveau district du Gros-de-Vaud. Elle a des frontières communes avec Bioley-Magnoux, Bercher, Montanaire et Oppens.
Le territoire de la commune se trouve dans la région du Gros-de-Vaud, dans la région montagneuse située entre la vallée de la Broye et la Mentue. La frontière ouest de la commune longe le profond sillon creusé dans la molasse par la Mentue. À l'est se trouve le haut plateau d'Ogens qui s'étend jusqu'à l'ouest à la hauteur de Thierrens où, avec une altitude de 740 mètres, il représente le point culminant de la commune. Au nord-est et au nord, le ruisseau de l'Augine marque la frontière avec les communes voisines.
En plus du village d'Ogens, la commune compte plusieurs exploitations agricoles dispersées.

## Population

### Surnom
Les habitants de la commune sont surnommés lè Bocans (les boucs en patois vaudois ; une histoire raconte qu'il n'y aurait eu qu'un bouc à une foire du village),.

### Démographie
Ogens compte 324 habitants en 2022. Sa densité de population atteint 95 hab./km2.
En 2000, la population d'Ogens est composée de 115 hommes et 115 femmes. Il y a 226 personnes suisses (98,3 %) et 4 personnes étrangères (1,7 %). La langue la plus parlée est le français, avec 223 personnes (97 %). La deuxième langue est l'allemand (6 ou 2,6 %). Sur le plan religieux, la communauté protestante est la plus importante avec 149 personnes (64,8 %), suivie des catholiques (35 ou 15,2 %). 37 personnes (16,1 %) n'ont aucune appartenance religieuse.
La population d'Ogens est de 372 personnes en 1850, puis de 348 personnes dix ans plus tard. Le nombre d'habitants monte à 395 en 1870, puis est stable jusqu'en 1910. Il baisse à 180 en 1980 et remonte ensuite à 265 en 2010. Le graphique suivant résume l'évolution de la population d'Ogens entre 1850 et 2010 :

## Politique
Lors des élections fédérales suisses de 2011, la commune a voté à 35,99 % pour l'Union démocratique du centre. Les deux partis suivants furent le Parti libéral-radical avec 18,71 % des suffrages et le Parti socialiste suisse avec 15,44 %.
Lors des élections cantonales au Grand Conseil de mars 2011, les habitants de la commune ont voté pour l'Union démocratique du centre à 40,33 %, les Verts à 22,13 %, l'Alliance du centre à 13,77 %, le Parti libéral-radical à 13,77 % et le Parti socialiste à 10 %.
Sur le plan communal, Ogens  est dirigé par une municipalité formée de 5 membres et dirigée par un syndic pour l'exécutif et un Conseil général dirigé par un président et secondé par un secrétaire pour le législatif.

## Économie
Jusqu'à la seconde moitié du XXe siècle, l'économie locale était principalement tournée vers l'agriculture, l'arboriculture fruitière et l'élevage qui représentent, de nos jours encore, une part importante des emplois. Ces dernières décennies, le village s'est développé avec la création plusieurs zones résidentielles occupées par des personnes travaillant dans les villes voisines ; cette transformation s'est accompagnée par la création de plusieurs petites entreprises locales et de service.

## Transports
Au niveau des transports en commun, Ogens fait partie de la communauté tarifaire vaudoise Mobilis. Le bus CarPostal faisant le parcours Thierrens-Bercher-Bioley-Magnoux-Donneloye s'arrête dans le village. Il est également desservi par les bus sur appel Publicar, qui sont aussi un service de CarPostal.

## Monuments
Le village d'Ogens est inscrit comme site ISOS. La commune accueille également l'abri préhistorique de La Baume, inscrit comme bien culturel d'importance régionale dans la liste cantonale dressée en 2009.